# アグネスカミカゼ
アグネスカミカゼ（欧字名:Agnes Kamikaze、1993年2月26日 - ）は、日本の競走馬、日本およびフランスの種牡馬。主な勝ち鞍に1997年の目黒記念。

## 現役時代
- 特記事項なき場合、本節の出典はJBISサーチ[2]

1996年1月7日、東京競馬場での4歳新馬戦でデビューし、15着。3戦目で勝ち上がると、5月の500万条件戦も連勝したが、その後しばらくは勝ち星が挙がらず、1997年2月の900万下条件特別テレビ埼玉杯でサイレントハンターを下して3勝目を挙げた。1500万下クラスに上がり、クラス初戦の晩春ステークスを4着ののち、メイステークスを勝って1500万下クラスを2戦で通過。重賞初出走となった目黒記念では、7番人気ながらツクバシンフォニー、エアダブリン、ローゼンカバリーなどのメンバーを下して重賞初制覇を果たした。その後はレースに姿を見せることなく、引退した。

## 競走成績
以下の内容は、netkeiba.comおよびJBISサーチの情報に基づく。
| 年月日     | 競馬場 | 競走名       | 格   | 距離（馬場）  | 頭 数 | 枠 番 | 馬 番 | オッズ（人気） | 着順 | タイム （上り3F） | 着差 | 騎手     | 斤量 [kg] | 勝ち馬/（2着馬）       |
| ---------- | ------ | ------------ | ---- | ------------- | ----- | ----- | ----- | -------------- | ---- | ----------------- | ---- | -------- | --------- | ---------------------- |
| 1996.01.07 | 東京   | 4歳新馬      |      | 芝1600m（良） | 16    | 1     | 2     | 10.0（4人）    | 15着 | 1:40.4 (36.1)     | -1.7 | 坂本勝美 | 55        | セリサイトダンディ     |
| 0000.01.21 | 東京   | 4歳新馬      |      | 芝1800m（良） | 10    | 3     | 3     | 02.8（1人）    | 02着 | 1:51.2 (36.4)     | -0.5 | 岡部幸雄 | 55        | ダイワブレーヴ         |
| 0000.04.20 | 東京   | 4歳未勝利    |      | 芝1800m（重） | 17    | 2     | 3     | 02.6（1人）    | 01着 | 1:51.9 (37.0)     | -0.2 | 岡部幸雄 | 55        | （カネアマミ）         |
| 0000.05.04 | 東京   | 500万下      |      | 芝1800m（良） | 12    | 3     | 3     | 02.6（1人）    | 01着 | 1:49.2 (36.4)     | -0.5 | 岡部幸雄 | 55        | （アサヒコウテイ）     |
| 0000.06.02 | 東京   | 駒草賞       | 900  | 芝2000m（良） | 12    | 2     | 2     | 05.6（3人）    | 06着 | 2:02.4 (34.2)     | -0.4 | 岡部幸雄 | 55        | マイネルワイズマン     |
| 0000.06.22 | 中山   | しゃくなげS  | 900  | 芝2000m（良） | 10    | 3     | 3     | 04.9（3人）    | 03着 | 2:02.3 (34.7)     | -0.6 | 橋本広喜 | 55        | ローゼンカバリー       |
| 0000.07.07 | 阪神   | やまゆりS    | 900  | 芝2000m（良） | 16    | 6     | 11    | 05.8（2人）    | 10着 | 2:02.5 (35.3)     | -0.9 | 四位洋文 | 54        | マークリマニッシュ     |
| 0000.12.22 | 阪神   | 900万下      |      | 芝1600m（良） | 16    | 6     | 11    | 07.7（4人）    | 10着 | 1:37.6 (37.5)     | -1.3 | 青木芳之 | 54        | インターシャーク       |
| 1997.01.26 | 小倉   | 太宰府特別   | 900  | 芝1800m（良） | 16    | 2     | 3     | 03.3（1人）    | 09着 | 1:49.0 (36.2)     | -0.8 | 岡部幸雄 | 54        | フライトダンサー       |
| 0000.02.16 | 東京   | テレビ埼玉杯 | 900  | 芝1600m（重） | 16    | 4     | 7     | 12.8（6人）    | 01着 | 1:35.8 (36.5)     | -0.4 | 橋本広喜 | 56        | （サイレントハンター） |
| 0000.04.19 | 東京   | 晩春S        | 1500 | 芝1800m（良） | 16    | 7     | 13    | 06.0（4人）    | 04着 | 1:47.5 (34.6)     | -0.2 | 横山典弘 | 54        | タイキフラッシュ       |
| 0000.05.18 | 東京   | メイS        | 1500 | 芝1800m（良） | 13    | 5     | 6     | 02.8（1人）    | 01着 | 1:49.1 (33.7)     | -0.2 | 橋本広喜 | 55        | （ナリタプロテクター） |
| 0000.06.07 | 東京   | 目黒記念     | GII  | 芝2500m（良） | 15    | 3     | 5     | 17.0（7人）    | 01着 | 2:32.7 (35.9)     | -0.0 | 橋本広喜 | 53        | （ツクバシンフォニー） |

## 引退後
1999年から社台スタリオンステーションで種牡馬として供用され、5年間の供用で血統登録頭数89頭、出走頭数はそのうちの77頭を記録。その中から東京プリンセス賞優勝のアグネスターフ、サンタアニタトロフィー優勝のショーターザトッシなどが送り出された。2003年の種付けを最後にフランスに輸出され、2004年から同地で種牡馬生活を送った。

### 主な産駒
- ショーターザトッシ（サンタアニタトロフィー）[7]
- アグネスターフ（東京プリンセス賞）[8]
- フーマ（飛燕賞）[9]
- コウエイブランカ（ビューティフルトロフィー）[10]

## 血統表
| アグネスカミカゼの血統             | アグネスカミカゼの血統                                     | アグネスカミカゼの血統                                     | （血統表の出典）                                           | （血統表の出典） |
| 父系                               | サンデーサイレンス系/ヘイロー系                            | サンデーサイレンス系/ヘイロー系                            | サンデーサイレンス系/ヘイロー系                            | [ § 2 ]          |
| 父 *サンデーサイレンス 1986 青鹿毛 | 父の父Halo 1969 黒鹿毛                                     | Hail to Reason                                             | Turn-to                                                    | Turn-to          |
| 父 *サンデーサイレンス 1986 青鹿毛 | 父の父Halo 1969 黒鹿毛                                     | Hail to Reason                                             | Nothirdchance                                              |                  |
| 父 *サンデーサイレンス 1986 青鹿毛 | 父の父Halo 1969 黒鹿毛                                     | Cosmah                                                     | Cosmic Bomb                                                | Cosmic Bomb      |
| 父 *サンデーサイレンス 1986 青鹿毛 | 父の父Halo 1969 黒鹿毛                                     | Cosmah                                                     | Almahmoud                                                  |                  |
| 父 *サンデーサイレンス 1986 青鹿毛 | 父の母Wishing Well 1975 鹿毛                               | Understanding                                              | Promised Land                                              | Promised Land    |
| 父 *サンデーサイレンス 1986 青鹿毛 | 父の母Wishing Well 1975 鹿毛                               | Understanding                                              | Pretty Ways                                                |                  |
| 父 *サンデーサイレンス 1986 青鹿毛 | 父の母Wishing Well 1975 鹿毛                               | Mountain Flower                                            | Montparnasse                                               | Montparnasse     |
| 父 *サンデーサイレンス 1986 青鹿毛 | 父の母Wishing Well 1975 鹿毛                               | Mountain Flower                                            | Edelweiss                                                  |                  |
| 母 ダイナチャイナ 1983 鹿毛        | 母の父*ノーザンテースト 1971 栗毛                          | Northern Dancer                                            | Nearctic                                                   | Nearctic         |
| 母 ダイナチャイナ 1983 鹿毛        | 母の父*ノーザンテースト 1971 栗毛                          | Northern Dancer                                            | Natalma                                                    |                  |
| 母 ダイナチャイナ 1983 鹿毛        | 母の父*ノーザンテースト 1971 栗毛                          | Lady Victoria                                              | Victoria Park                                              | Victoria Park    |
| 母 ダイナチャイナ 1983 鹿毛        | 母の父*ノーザンテースト 1971 栗毛                          | Lady Victoria                                              | Lady Angela                                                |                  |
| 母 ダイナチャイナ 1983 鹿毛        | 母の母アスコツトラップ 1976 鹿毛                           | *エルセンタウロ                                            | Sideral                                                    | Sideral          |
| 母 ダイナチャイナ 1983 鹿毛        | 母の母アスコツトラップ 1976 鹿毛                           | *エルセンタウロ                                            | Planetaria                                                 |                  |
| 母 ダイナチャイナ 1983 鹿毛        | 母の母アスコツトラップ 1976 鹿毛                           | *ディープデイーン                                          | Bold Ruler                                                 | Bold Ruler       |
| 母 ダイナチャイナ 1983 鹿毛        | 母の母アスコツトラップ 1976 鹿毛                           | *ディープデイーン                                          | High Bid                                                   |                  |
| 母系(F-No.)                        | デイープデイーン(USA)系(FN:3-n)                            | デイープデイーン(USA)系(FN:3-n)                            | デイープデイーン(USA)系(FN:3-n)                            | [ § 3 ]          |
| 5代内の近親交配                    | Almahmoud 4 × 5 = 9.38%、Lady Angela 5 ･ 4（母内） = 9.38% | Almahmoud 4 × 5 = 9.38%、Lady Angela 5 ･ 4（母内） = 9.38% | Almahmoud 4 × 5 = 9.38%、Lady Angela 5 ･ 4（母内） = 9.38% | [ § 4 ]          |
| 出典                               | 1. 2. 3. 4.                                                | 1. 2. 3. 4.                                                | 1. 2. 3. 4.                                                | 1. 2. 3. 4.      |

- 母の全兄にギャロップダイナ（天皇賞（秋）・安田記念）、その他の主な近親馬にアーネストリー（宝塚記念）、ヴァンクルタテヤマ（サマーチャンピオン）[13]。